# Baraita
Baraita (arameiska: (hebreiska בָּרַיְתָא, "extern" eller "utanför", plural: Barayata eller Baraitot, även Baraitha, Beraita, ashkenazisk hebreiska: Beraisa) betecknar en tradition i judisk muntlig lag som inte ingår i Mishna, som sammanfattar den judiska lagen Torah och tolkningen av lagen. 
Baraita hänvisar alltså till läror "utanför" Mishnas sex avdelningar. Ursprungligen hänvisade "Baraita" förmodligen till läror från skolor utanför de huvudsakliga Mishna yeshiva akademierna – även om individuella Baraitot i senare samlingar ofta är författade av visa män från Mishna (Tannaim). Enligt Maimonides (Introduktion till Mishneh Torah) sammanställdes Baraita av Hoshaiah Rabbah och Bar Kappara, även om ingen sammanställning överlämnades som del av Tosefta, den muntliga Toran (Talmud).
Eftersom Mishna beskriver muntliga lagen i en avsiktligt koncis form (för att underlätta vid muntlig överföring) finns den därför i många variantversioner, ytterligare förklaringar, förtydliganden och avgöranden som inte finns i Mishnah. Dessa sammanställdes senare i verk som kallas Baraitot, ofta i form av en lista över läror av en vis man där Baraita också kan beteckna samlingar av andra sådana muntliga traditioner. Huvudsamlingarna av Baraita är Tosefta och halakhiska Midrash (Mekhilta, Sifra och Sifre).
Baraitas auktoritet är något lägre än Mishnahs. Ändå är dessa verk den grundläggande "bevistexten" som de i Talmuds Gemara, den del av Talmud som omfattar rabbinsk analys av och kommentarer till Mishna. Här introduceras en undervisning från Baraita vanligtvis med det arameiska ordet Tanya ("Det lärdes ut muntligen") eller av Tanu Rabanan (Våra rabbiner har undervisat muntligt), medan Tnan (Vi har undervisat muntligt) introducerar citat från Mishna. Anonyma Baraitot tillskrivs ofta särskilda Tannaim av Talmud. I Jerusalems Talmud är hänvisningar till Baraitot mindre vanliga.
Stilen på Baraita är i princip omöjlig att skilja från den för Mishna, men vissa kommer närmare Mishna-idiom än andra. Till exempel, det andra kapitlet av Kallah Rabbathi, en beraita-samling, läggs ofta till Pirkei Avoth, eftersom båda är lika i stil och innehåll.